# Luzillé
Luzillé – miejscowość i gmina we Francji, w Regionie Centralnym, w departamencie Indre i Loara.
Według danych na rok 1990 gminę zamieszkiwało 737 osób, a gęstość zaludnienia wynosiła 18 osób/km² (wśród 1842 gmin Regionu Centralnego Luzillé plasuje się na 526. miejscu pod względem liczby ludności, natomiast pod względem powierzchni na miejscu 159.).